# Live in England
Live in England is een livealbum van Downes Braide Association. Het is een weergave van een concert dat de muziekgroep gaf op 28 september in de zaal van Trading Boundaries ("zaal met eetgelegenheid in East Sussex). Het was naar eigen zeggen het eerste concert dat de band gaf; het was namelijk nooit de bedoeling meer dan één studioalbum op te nemen, maar de tijd leerde anders. Zowel Geoff Downes als Chris Braide hadden/hebben het te druk met andere werkzaamheden, respectievelijk Yes en productiewerk, om een Europese, Amerikaanse of wereldtournee te houden. Bovendien houdt Chris Braide niet van het avond-aan-avond hetzelfde spelen.  De platenhoes is afkomstig van Roger Dean, die galerie houdt in genoemd complex.

## Musici
- Chris Braide – zang
- Geoff Downes – toetsinstrumenten
- Andy Hodge – basgitaar
- Dave Colquhoun – gitaar

Met
- Barney Ashton-Bullock – spreekstem
- David Longdon – zang, dwarsfluit (speelt zelf in Big Big Train) op Skin deep en Tomorrow

Er werd nog geopteerd voor een drummer, maar die bleek al bezet; Downes en Braide kozen toen voor de drumcomputer met zijn opnamen. Hetzelfde gold voor de stem van Kate Pierson en gitaar van Andy Partridge, die van tevoren waren opgenomen. 

## Muziek
| Nr. | Titel                              | Duur  |
| --- | ---------------------------------- | ----- |
| 1.  | Prelude/Skyscraper souls           | 23:31 |
| 2.  | Machinery of fate                  | 5:40  |
| 3.  | Live twice                         | 5:01  |
| 4.  | Vanity                             | 4:20  |
| 5.  | Suburban ghosts                    | 6:33  |
| 6.  | Bolero/Video Killed the Radio Star | 6:35  |
| 7.  | Glacier girl                       | 3:02  |
| 8.  | Angel on your shoulder             | 6:53  |

| Nr. | Titel                        | Duur |
| --- | ---------------------------- | ---- |
| 1.  | Tomorrow                     | 4:56 |
| 2.  | Lighthouse                   | 6:01 |
| 3.  | Skin deep                    | 4:56 |
| 4.  | Darker times                 | 7:45 |
| 5.  | Finale                       | 2:08 |
| 6.  | Heat of the moment           | 4:42 |
| 7.  | The smile has left your eyes | 4;14 |
| 8.  | Dreaming of England          | 7:41 |

Bolero, Heat of the moment en The smile has left your eyes werden origineel gespeeld oor Asia, een andere band waar Downes in heeft gespeeld. Voor Video Killed the Radio Star geldt hetzelfde, maar dan was de band The Buggles.